# Naenarides inferior
Naenarides inferior är en stekelart som beskrevs av Heinrich 1969. Naenarides inferior ingår i släktet Naenarides, och familjen brokparasitsteklar. Inga underarter finns listade.